# João da Costa Pimenta
João Jorge Costa Pimenta (Campos dos Goytacazes, 1888 - São Paulo, 1976) foi um linotipista e um militante anarquista, posteriormente comunista e trotskista. Foi um dos fundadores do Partido Comunista do Brasil (PCB) em 1922 e da Liga Comunista Internacionalista em 1931. Era avô de Rui Costa Pimenta, também militante trotskista e atual presidente do Partido da Causa Operária (PCO).

## Biografia
Como destacado líder sindical, em 1920 presidiu o III Congresso Operário Brasileiro e o comitê que dirigiu a Greve Geral de 1917, greve que conquistou pela primeira vez no país a redução da jornada de trabalho. Participou da organização da frustrada tentativa de Insurreição anarquista de 1918, inspirada na Revolução Russa de 1917.
Em São Paulo, para onde se mudou com a família, foi fundador da União dos Trabalhadores Gráficos, principal organização operária do estado na década de 1920. Pimenta foi seu primeiro presidente e como tal participou da histórica greve dos gráficos de 1923, que deu origem ao Dia do Trabalhador Gráfico.
| “ | Repressão e solidariedade foram constantes durante a greve de 1923. Articulados, empresários e polícia utilizavam diversas artimanhas para desmontar o movimento. A prisão de João da Costa Pimenta, principal líder da greve, além do terror imposto durante intervenções nos comícios, foram algumas das ações policiais. Ao verem falhar o lock-out, as demissões e as tentativas de arregimentar trabalhadores em outras cidades, os empresários passaram a ameaçar as empresas que individualmente aceitavam as reivindicações da categoria. Por outro lado, a solidariedade material e política recebida pelos gráficos, foi fundamental para a vitória daquele movimento. | ” |

Em 1919 organizou com Astrojildo Pereira, Edgard Leuenroth, Afonso Schmidt e outros, o jornal diário operário A Vanguarda, jornal que marca a transição do setor mais importante da vanguarda operária da época do anarquismo para o comunismo. Em 1922, muitos dos fundadores deste jornal abandonaram o anarcossindicalismo para fundar, em março de 1922, o Partido Comunista do Brasil (PCB). João da Costa Pimenta foi um dos nove delegados do seu congresso de fundação e seu mais destacado dirigente sindical.
Foi ainda o primeiro candidato comunista ao Congresso Nacional pelo Bloco Operário e Camponês, em 1927, primeira iniciativa eleitoral revolucionária da classe operária brasileira.
| “ | O Bloco Operário e Camponês apoiou no 2º Distrito a candidatura de Azevedo Lima e lançou no 1º Distrito o gráfico João da Costa Pimenta. O diário A Nação assumiu o comando da campanha eleitoral, que alcançou enorme repercussão. Durante oito semanas foi feito um intenso trabalho de agitação, propaganda e mobilização. Aberta as urnas, no 1º Distrito foram eleitos cinco situacionistas, o menos votado com 6 620 votos; Prestes obteve 3 141 votos e Pimenta 2 024. Mesmo não tendo sido eleito, Pimenta obteve uma votação considerável para a época e para a força real do Partido. Já no 2º Distrito, os oposicionistas Adolfo Bergamini e Azevedo Lima lideraram a votação, com mais de 11 000 votos. O resultado foi uma grande vitória do Bloco Operário e do Partido que pela primeira vez tinha no Congresso Nacional um representante eleito com o seu apoio. | ” |

Em 1928 rompeu com o PCB sobre a base de divergências com a orientação estalinista chamada "do terceiro período" para os sindicatos e foi um dos fundadores da Liga Comunista Internacionalista, juntamente com Mario Pedrosa, Lívio Xavier, Aristides Lobo, João Matheus, Plínio Gomes de Mello e o poeta surrealista francês Benjamin Péret, entre outros. Esta organização se tornou a seção da Oposição de Esquerda Internacional, dirigida por Leon Trótski. Esta organização transformou-se, depois, em seção brasileira da IV Internacional.
Foi preso pela ditadura de Vargas após a Intentona Comunista organizada pelo PCB em 1935.
Durante o Estado Novo, Mario Pedrosa, líder intelectual do trotskismo brasileiro, encontra-se nos Estados Unidos onde participa da direção da IV Internacional. Nesta qualidade, une-se aos opositores da linha oficial, representada por Leon Trótski e James Cannon, dentro do Socialist Worker's Party, partido trotskista norte-americano, e acaba rompendo com a IV Internacional. Voltando ao Brasil, convence os demais integrantes da Liga a seguir o mesmo caminho.
Após a queda do Estado Novo, ingressou, juntamente com os demais remanescentes do grupo trotskista no Partido Socialista Brasileiro, do qual figuraram entre os principais fundadores e onde procurou levar adiante um programa que partia da ideia do caráter antidemocrático do estalinismo. João da Costa Pimenta, principal nome público do partido em São Paulo foi lançado como candidato ao Senado nas eleições de 3 de outubro de 1950.
Seu filho mais velho, Floreal Costa Pimenta, foi assassinado em 1957, um grande tragédia pessoal, que o levou à sua última participação pública, lutando pela condenação dos assassinos e denunciando a organização à qual este pertencia, o Círculo Operário do Ipiranga, organização católica dirigida na época pelo conhecido Padre Balint.
Faleceu em S. Paulo, em 1976, onde vivia como operário gráfico aposentado, sem posses. Foi casado com Amália Pazianotto Pimenta, que a conheceu quando ela era operária têxtil nos movimentos grevistas e teve três filhos, Floreal Costa Pimenta, Zélia Pimenta Bassani e Vladimir Costa Pimenta.